# Proyecto de reserva natural costero marina Arroyo Los Gauchos
La Reserva Natural Costero-Marina Arroyo Los Gauchos se trata de un proyecto de reserva natural Argentina que pudiera estar bajo jurisdicción de la provincia de Buenos Aires, del estado nacional argentino o con jurisdicción compartida entre la citada provincia de Buenos Aires y todo el estado nacional de Argentina. Surgió en julio del año 2008.

## Toponimia
Su nombre evoca al arroyo que era frecuentado por los jinetes criollos conocidos internacionalmente como gauchos.

## Proyecto
La Fundación de Historia Natural Félix de Azara (FHN) y la Universidad Maimónides de Argentina han planteado el proyecto de la creación de una reserva natural que salvaguarde uno de los últimos sitios relativamente vírgenes de los ecosistemas y biomas naturales de las costas de la Pampa Húmeda sobre el Mar Argentino (sector del Océano Atlántico). El proyecto ha sido luego (2014) elevado a Proyecto de Ley en la Provincia de Buenos Aires.

## Ubicación y área
El centro geográfico de la proyectada reserva se ubica hacia las coordenadas: 38°56′00″S 60°48′00″O / -38.93333, -60.80000.
Su territorio correspondería a prácticamente la totalidad de la costa del partido de Coronel Dorrego, esto es: un frente marítimo de más de 35 kilómetros extendido desde el río Sauce Grande al oeste y el río Quequén Salado al este, por lo que lindaría al oeste con el partido de Monte Hermoso (muy probablemente incluyendo algunas pequeñas zonas del mismo) y al este con el partido Tres Arroyos, en el sur de la provincia de Buenos Aires. La extensión superficial sería de 5991 ha (en enero de 2008 son tierras fiscales) y las aguas marinas adyacentes hasta al menos 5 millas náuticas.
El nombre está originado en el pequeño arroyo Los Gauchos que de norte a sur corre hasta una lagunilla llamada La Salada, otros arroyos paralelos al mismo citado (yendo de oeste a este) son: De Las Mostazas, El Zanjón (que desemboca en una laguna pantanosa llamada El Cajón), El Perdido (que discurre por suelos bajos y frecuentemente anegados). La costa es muy regular teniendo como máximo accidente la Punta Asunción casi en el centro costero.
El relieve es en toda el área bastante bajo no superando los 20 m s. n. m., aunque en un muy gradual declive de sur a norte, es decir desde el interior hacia la costa. Los ríos y arroyos mencionados ondulan muy ligeramente la llanura pampeana formando estrechos y pequeños valles de inundación apenas notorios que en sus máximas depresiones están cubiertos por pequeñas lagunas. Antes de llegar al océano se encuentran alargados cordones de dunas y médanos y entre estos y el mar continuadas barrancas de unos 10 metros de altitud, ya entre las barrancas y el mar se ubica una extensa playa de arena muy fina que en gran medida se cubre durante la pleamar.
En el extremo oriental se ubica el Balneario Marisol, mientras que en el interior a unos 15 kilómetros de la costa se ubican los caseríos de Faro, Gil y Zubiaurre. sobre el camino de tierra que como un ramal desprendido de la RN3 comunica la ciudad de Coronel Dorrego con la localidad de Oriente.

## Flora
Entre las especies naturales, símbolo de la flora del partido esta la cina cina (Parkinsonia aculeata) de copa ancha ramas verdes flores con pétalos amarillos. Otras especies notorias de la flora lugareña: gramilla, trébol, hinojos, paja vizcachera, malvas, retamas, totoras, juncos, lengua de gato y cortaderas. Especies introducidas: cardo Castilla (introducido accidentalmente por los españoles hacia el siglo XVII al ir sus semillas pegadas en el cuero o depositadas en las defecaciones de los ganados vacunos, equinos, ovinos traídos desde Europa), eucalipto, tamarisco, álamo, aromo entre otras.

## Fauna
Variada, acorde a las características de la zona. El pájaro chingolo símbolo de la fauna del distrito de vistoso plumaje, semicopete y mejillas grises, flanqueadas de negro, dorso pardo manchado de negro, vientre blancuzco y ocre con un leve semicollar en el pecho negro y canela, cabeza gris, patas marrones y ojos pardos; el canto que emite durante el día y aún en la noche está compuesto por 4 notas. Las tres primeras son cortas y claras y la última más alargada, a modo de gorjeo. Otras especies de fauna comunes en la zona: zorros, zorrinos, vizcachas, comadrejas, peludos, mulitas y nutrias (coipos). Aves: perdices (Tinamidae), calandria, chingolo, flamenco, cisne, patos, gallareta, colibrí, chimango, hornero, loro barranquero y gaviotas, en cuanto a los venados de las pampas, yaguares (o "tigres") y ñandúes, siendo parte de la fauna mayor, fueron prácticamente exterminados por el ser humano a fines del (siglo XIX).